# Rivière Bigniba
Pour les articles homonymes, voir Bigniba.
La rivière Bigniba est un affluent de la rive gauche du chenal de l'Ouest (dit rivière Kâwâcebîyak) dans le bassin versant de la rivière Nottaway), coulant dans la  municipalité du de Eeyou Istchee Baie-James dans la région administrative du Nord-du-Québec, au Canada

## Géographie
Le bassin versant de la rivière Bagniba est desservi par plusieurs routes forestières. La route R1000 coupe la rivière Bigniba. La confluence de la rivière Bagniba se situe au sud de la réserve de biodiversité projetée du Lac Taibi.
Les bassins versants voisins de la rivière Bigniba sont :
- côté nord : rivière Bell, chenal de l'Ouest ;
- côté est : rivière Bell, rivière Laflamme, ruisseau Kâminihikosek, rivière Castagnier ;
- côté sud : ruisseau Rocheux, rivière Coigny, rivière Bernetz, rivière Obalski ;
- côté ouest : rivière Allard, rivière de l'Esturgeon, rivière Daniel, rivière des Indiens, rivière Harricana.

La rivière Bigniba prend sa source d'un ruisseau et coule sur environ 95 km répartis selon les segments suivants :
- vers le nord en traversant la limite sud de Eeyou Istchee Baie-James, en formant deux déviations significatives (l'une vers l'est, l'autre vers l'ouest), jusqu'à un ruisseau (venant de l'ouest) lequel draine les eaux du secteur du lac Bigniba ;
- vers sud-est, puis le Nord, jusqu'à un ruisseau (venant du nord) ;
- vers le sud-est en coupant une route forestière, puis vers le nord-est, jusqu'à un ruisseau (venant du sud-est) ;
- vers le nord-est, jusqu'à une route forestière ;
- vers le nord en recueillant les eaux de la rivière Miskomin, jusqu'à sa confluence[2].

La confluence de la rivière Bigniba avec le chenal de l'Ouest se situe au nord-ouest du centre du village de Lebel-sur-Quévillon.

## Toponymie
Le terme « Bigniba » est utilisé pour désigner la rivière et le lac. Le terme « Bigniba » d'origine algonquine signifie « Grand Lac ».
Le toponyme rivière Bigniba a été officialisé le 5 décembre 1968 à la Commission de toponymie du Québec, soit lors de sa création.